# Gabriel Over the White House
Gabriel Over the White House è un film del 1933 diretto da Gregory La Cava.

## Produzione
Il film fu prodotto dalla Cosmopolitan Pictures di William Randolph Hearst.

## Distribuzione
Distribuito dalla MGM, il film uscì nelle sale statunitensi il 31 marzo 1933.

### Alias
- El despertar de una nación	Spagna
- Enkeli Valkoisessa talossa	Finlandia
- Gabriel au-dessus de la maison blanche	Francia
- Zwischen Heute und Morgen   Austria

### Critica
"Alcuni dei suoi film scatenarono polemiche prima o dopo l'uscita. Gabriel Over the White House fu pesantemente manomesso. Un primo montaggio del film mostrava il presidente degli Stati Uniti, quasi ucciso in un incidente automobilistico, rinato come fascistoide, che attua violenti cambiamenti nel paese. Louis B. Mayer fu tanto irritato dai sovratoni anti-hooveriani che spodestò Irving Thalberg e richiese a gran voce tagli e scene aggiunte".